# ویگا
ویگا (انگلیسی: Viega) شرکت مصالح ساختمانی آلمانی آمریکایی است، که در سال ۱۸۹۹ تأسیس شد.